# Europaparlamentsvalet i Grekland 2009
Europaparlamentsvalet i Grekland 2009 ägde rum söndagen den 7 juni 2009. Drygt tio miljoner personer var röstberättigade i valet om de 22 mandat som Grekland hade tilldelats innan valet. Grekland var inte uppdelat i några valkretsar, utan fungerade som en enda valkrets i valet. I valet tillämpade landet ett valsystem med partilistor, Hares metod och en spärr på 3 % för småpartier.
Liberalkonservativa Ny demokrati tappade kraftigt i väljarstöd. Partiet gick från att vara största parti i valet 2004, till att bli näst största. Förutom att tappa över tio procentenheter av sitt väljarstöd, tappade partiet också tre av sina elva mandat. Samtidigt gick socialdemokratiska PASOK framåt med ett par procentenheter, men det var inte tillräckligt för att ge utslag i mandatfördelningen.
Även det konservativa partiet Folklig ortodox samling och det gröna partiet Oikologoi Prasinoi gick fram i valet, och erhöll varsitt extra mandat jämfört med 2004. Däremot backade Greklands kommunistiska parti med drygt en procentenhet och tappade således ett av sina mandat. Vänsterpartiet Synaspismós behöll ungefär samma väljarandel som i valet 2004 och sitt enda mandat.
Valdeltagandet uppgick till 52,54 procent, en rejäl minskning med över tio procentenheter jämfört med valet 2004. Det var dock fortfarande en bra bit över det genomsnittliga valdeltagandet för Europaparlamentsvalet 2009 i sin helhet. I ett grekiskt sammanhang var det dock lågt, och kan jämföras med valdeltagandet i Greklands parlamentsval som hölls i oktober 2009, då valdeltagandet uppgick till drygt 70 procent.

## Valresultat
|                                                                                                |          |  |            |        |
|                                                                                                | Andel    |  | Antal      | Mandat |
| PASOK                                                                                          | 36,65 %  |  | 1 879 229  | 8      |
| PASOK                                                                                          | +2,62 %  |  | –204 098   | ±0     |
| Ny demokrati                                                                                   | 32,30 %  |  | 1 656 085  | 8      |
| Ny demokrati                                                                                   | –10,72 % |  | –977 876   | –3     |
| Greklands kommunistiska parti                                                                  | 8,35 %   |  | 428 151    | 2      |
| Greklands kommunistiska parti                                                                  | –1,13 %  |  | –152 245   | –1     |
| Folklig ortodox samling                                                                        | 7,15 %   |  | 366 616    | 2      |
| Folklig ortodox samling                                                                        | +3,03 %  |  | +114 187   | +1     |
| Synaspismós                                                                                    | 4,70 %   |  | 240 971    | 1      |
| Synaspismós                                                                                    | +0,54 %  |  | –13 476    | ±0     |
| Oikologoi Prasinoi                                                                             | 3,49 %   |  | 178 960    | 1      |
| Oikologoi Prasinoi                                                                             | +2,82 %  |  | +138 087   | +1     |
| Övriga partier och kandidater                                                                  | 7,37 %   |  | 377 884    | 0      |
| Övriga partier och kandidater                                                                  | +2,84 %  |  | +100 685   | ±0     |
| Ogiltiga och blanka röster                                                                     | 2,54 %   |  | 133 853    | 0      |
| Ogiltiga och blanka röster                                                                     | –0,02 %  |  | –27 152    | ±0     |
| Valdeltagande                                                                                  | 52,54 %  |  | 5 261 749  | 22     |
| Valdeltagande                                                                                  | –10,68 % |  | –1 021 888 | –2     |
| Antal röstberättigade 10 014 795 08 EPP 08 S&D 00 ALDE 01 G/EFA 00 ECR 03 GUE/NGL 02 EFD 00 NI |          |  |            |        |